# فرانسيس ستار
فرانسيس ستار (بالإنجليزية: Frances Starr)‏ هي ممثلة أمريكية، ولدت في 6 يونيو 1886 في أونيونتا في الولايات المتحدة، وتوفيت في 11 يونيو 1973 في نيويورك في الولايات المتحدة.

## وصلات خارجية
- فرانسيس ستار على موقع IMDb (الإنجليزية)
- فرانسيس ستار على موقع أول موفي (الإنجليزية)
- فرانسيس ستار على موقع قاعدة بيانات برودواي على الإنترنت (الإنجليزية)
- فرانسيس ستار على موقع قاعدة بيانات الفيلم (الإنجليزية)
- فرانسيس ستار على موقع كينوبويسك (الروسية)